# ستاتير
الستاتير (يونانية:στατήρ ومعناها الحرفي هو «الزنة» أو «المثقال») هو قطعة معدنية نقدية قديمة استخدمت في أنحاء كثير من اليونان القديمة.

## تاريخ الستاتير
كان الستاتير، وهو قطعة معدنية فضية، في بدايته كتلة معلومة الوزن، ثم تطورت لتأخذ شكل القطعة النقدية، وقد تم تداولها من القرن الثامن قبل الميلاد وحتى عام 50 ميلادي. ووفقاً لروبن لاين فوكس فهي في الأساس جائت عبر الوابيون من الشيكل الفينيقي، وقد كان بنفس الوزن حيث كان يمثل جزء من خمسين من وحدة المنا.
وقد قيّمت دور السك الأولى، كدور أثينا الستاتير بربع دراخما (درهم) رغم أن بعض الإصدارات في الأماكن الأخرى أو الأزمان الأخرى استخدمت كلمة الستاتير للدلالة على القطعة المساوية للدرهمين. وقد سك الستاتير في كورنث أيضاً. كما سك في أرجاء وجزر البحر المتوسط مثل جزيرتي أجانيطس وكيدونيا. فعلى سبيل المثال، القطعة الفضية المسكوكة في كيدونيا كانت تتفرد بحمل صورة إلهة لحضارة المينوسية المسماة بريتومارتيس.
كما تواجد «ستاتير ذهبي»، لكنه لم يسك إلا في أماكن محددة، ولم يحمل من القيمة إلا مابين 20-28 درهماً حسب الوقت والمكان الذي سك فيه، وكانت الوحدة الذهبية منه في أثينا تساوي 20 درهماً. ويبدو أن سك الستاتير الذهبي كان مقدوني المنشأ. وقد جاءت القبائل الكلتية بها إلى أوروبا الغربية بعد أن استخدمهم اليونانيون كقوّات مرتزقة في شمال اليونان. وكانت إحدى أكثر الستاتيرات شهرة هي ذات الـ28 درهم في قيمتها وكانت تسمى كايزيكينوس (Kyzikenos)، والستاتير الذهبي المسكوك في بلاد الغال، التي سكها رؤساء قبائلهم بعد تلك التي أعطاها فيليب الثاني المقدوني لقوات المرتزقة العائدة لموطنها بعد خدمتها في جيشه، أو الذين عادوا بعد خدمتهم في جيش ملوك طوائف الإسكندر. وقد وجدت هذه القطع في الهند خلال القرون الثلاثة الأولى بعد الميلاد.

## صور الستاتير

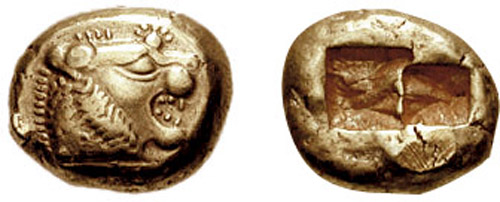
من ليديا في بداية القرن السادس قبل الميلاد. وهي قطعة صغير من الستاتير تساوي ثلث ستاتير.
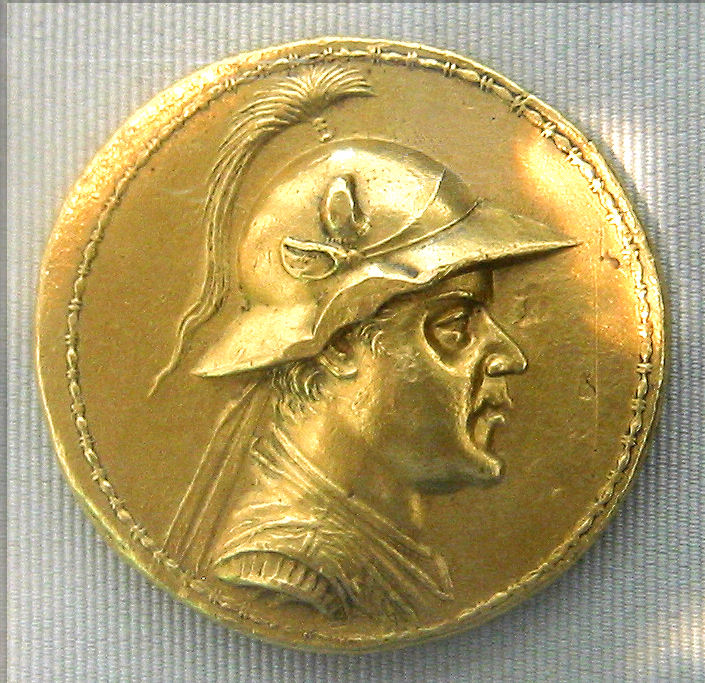
قطعة ستاتير ترجع إلى الملك اليوناني البختري يوكراتايد، وهو أكبر قطعة سكت في العالم القديم كله. وهي تزن 169.2 غرام بقطر يبلغ 58 ملليمتر.
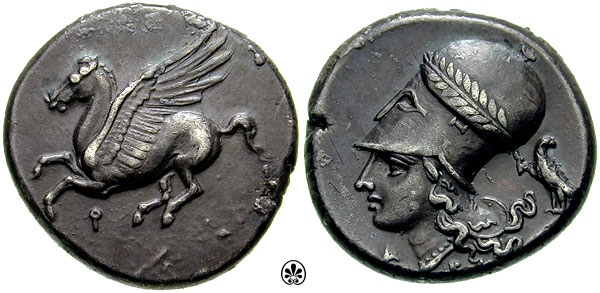
ستاتير كورنثي. لاحظ وجود: حصان بيغاسوس الأسطوري مع حرف قوبا أدناه. ومن الخلف: الإلهة آثينا وهي تعتمر خوذة كورنثية. وحرف قوبا الذي يرمز إلى الكتابة القديمة للمدينة.
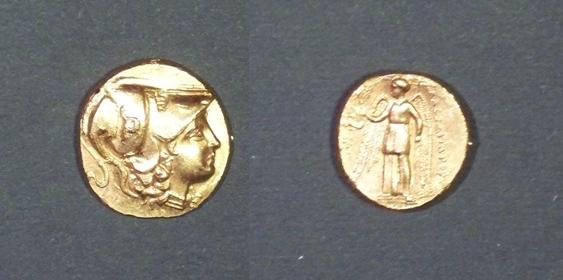
ستاتير ذهبي عائد لـالإسكندر الأكبر . لاحظ وجود أثينا وهي تعتمر خوذة وفي الخلف: الإله الإغريقي نايكي وهو يحمل قلماً وإكيلي. ويحتمل أنه سك في مدينة أبيدوس (قرب مضيق الدردنيل) بين 328-323 ق.م.